# Ла-Виктория (Бояка)
Ла-Виктория (исп. La Victoria) — небольшой город и муниципалитет в центральной части Колумбии, на территории департамента Бояка. Входит в состав Западной провинции.

## История
До прихода испанцев территорию муниципалитета населяли представители индейского племени мусо. Поселение, из которого позднее вырос город, было основано в 1956 году. Муниципалитет Ла-Виктория был выделен в отдельную административную единицу в 1965 году..

## Географическое положение

Муниципалитет Ла-Виктория

Город расположен в западной части департамента, в гористой местности Восточной Кордильеры, на расстоянии приблизительно 95 километров к западу от города Тунха, административного центра департамента. Абсолютная высота — 1276 метров над уровнем моря.
Муниципалитет Ла-Виктория граничит на севере и востоке с территорией муниципалитета Кипама, на западе и юге — с территорией департамента Кундинамарка. Площадь муниципалитета составляет 110 км².

## Население
По данным Национального административного департамента статистики Колумбии, совокупная численность населения города и муниципалитета в 2015 году составляла 1674 человека.
Динамика численности населения муниципалитета по годам:
| 2005 | 2006 | 2007 | 2008 | 2009 | 2010 | 2011 | 2012 | 2013 | 2014 | 2015 |
| ---- | ---- | ---- | ---- | ---- | ---- | ---- | ---- | ---- | ---- | ---- |
| 1674 | 1674 | 1674 | 1674 | 1674 | 1674 | 1674 | 1674 | 1674 | 1674 | 1674 |

Согласно данным переписи 2005 года мужчины составляли 51,7 % от населения Ла-Виктории, женщины — соответственно 48,3 %. В расовом отношении белые и метисы составляли 100 % от населения города.
Уровень грамотности среди всего населения составлял 78,3 %.

## Экономика
Основу экономики Ла-Виктории составляет сельское хозяйство.

50 % от общего числа городских и муниципальных предприятий составляют предприятия сферы обслуживания, 40,9 % — предприятия торговой сферы, 9,1 % — промышленные предприятия.